# Pakhuis Wilhelmina

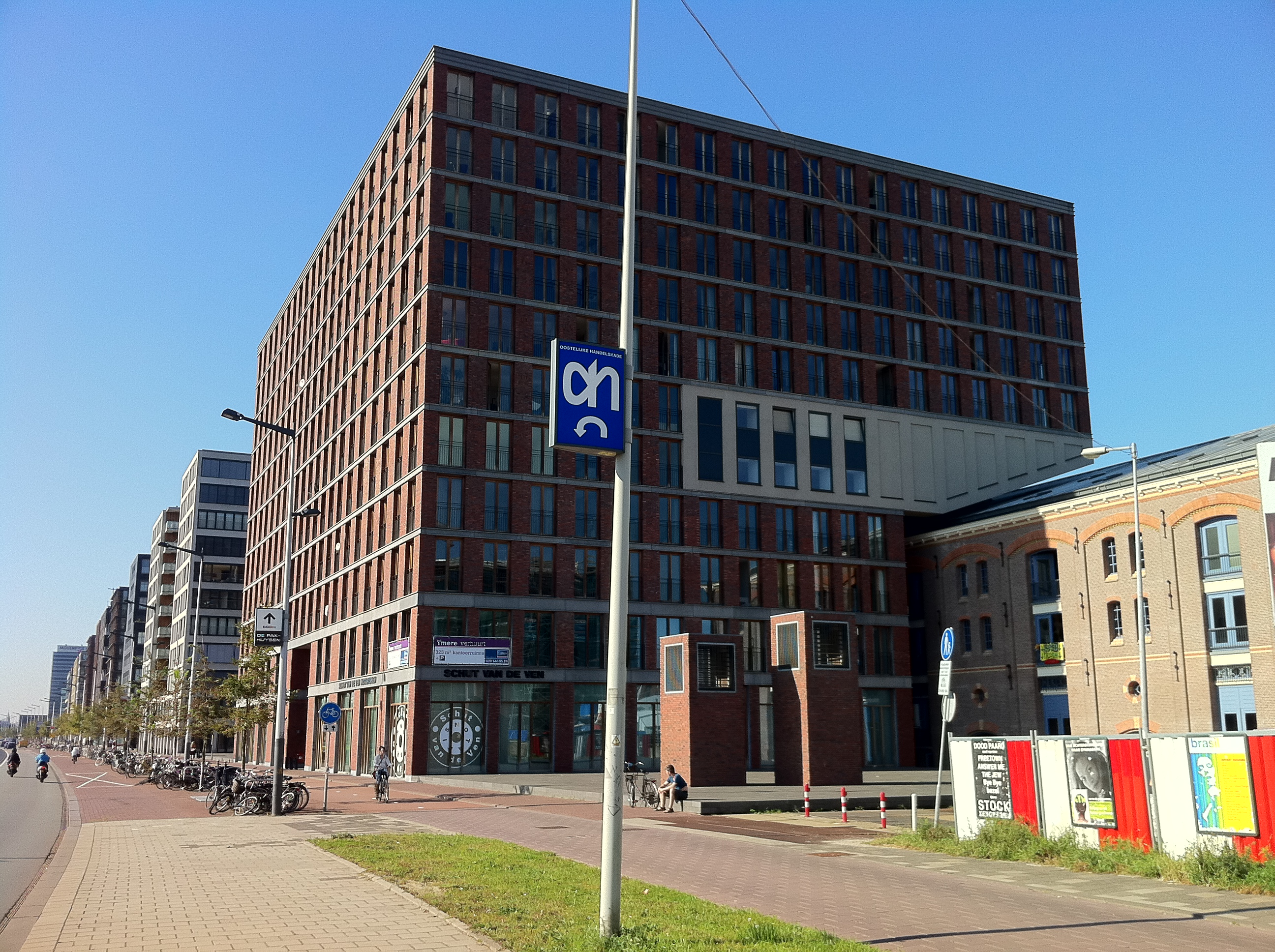
Gebouw Chicago, gedeeltelijk over het pakhuis heen gebouwd.

Pakhuis Wilhelmina is een pakhuis gelegen in het Oostelijk Havengebied aan de Veemkade in Amsterdam. Het werd gebouwd in 1892. In 1988 werd het gebouw gekraakt door een groep kunstenaars, waardoor het behouden is gebleven. In 1994, toen het gebouw met sloop werd bedreigd, is de Stichting Wilhelmina opgericht, die zich daarna heeft ingezet om het gebouw te behouden, te kopen en exploitabel te maken als werkgebouw met lage huren.
Uiteindelijk is dit gelukt: het Pakhuis werd gerenoveerd in 2003 en biedt sindsdien goedkope werkruimte aan 94 kunstenaars, ontwerpers en makers. Dit concept is door de gemeente later overgenomen in het 'Broedplaatsen'-beleid, dat kunstenaars in staat stelt om betaalbare werkruimte te huren in vaak leegstaande gebouwen.
Pakhuis Wilhelmina functioneert in 2017 als werkgebouw. In 94 ateliers en werkruimten en kantoren wordt dagelijks gewerkt. Er is een breed aanbod van kunstenaars, ontwerpers, architecten, musici, theatermakers, fotografen en ambachtslieden. Op de begane grond is een aantal projectruimten gevestigd waar diverse culturele activiteiten plaatsvinden.
In 2007 is hiernaast aan de Piet Heinkade het woon- en werkgebouw Chicago gekomen, gedeeltelijk gebouwd boven het oude pakhuis.